# Залишкова намагніченість

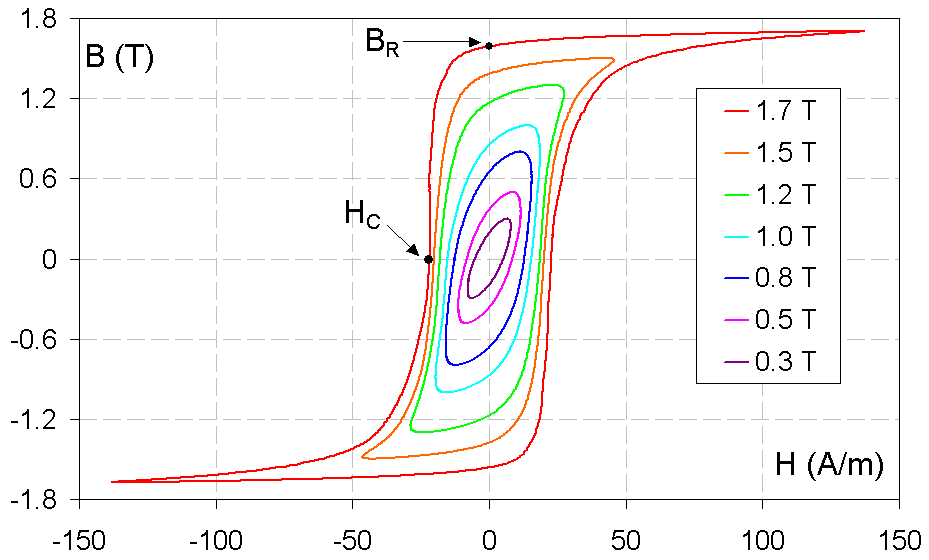
Серія кривих гістерезису для текстурованої електросталі (B_{R} позначає залишкову намагніченість, а H_{C} позначає коерцетивну силу).

Залишко́ва намагні́ченість — намагніченість речовини при нульовій напруженості зовнішнього магнітного поля. Властива для феромагнетиків. Залежить не лише від магнітних властивостей речовини, а й від характеру попередньої дії на неї магнітного поля.
Залишкову намагніченість можна зменшити нагріванням, механічними струсами, вібраціями тощо. При нагріванні тіла до температури, вищої за точку Кюрі, його залишкова намагніченість зникає.
Застосовують у системах запису та зберігання інформації, при виготовленні так званих постійних магнітів тощо.